# Safaria cornuta
Safaria cornuta är en tvåvingeart som först beskrevs av Oswald Duda 1926.  Safaria cornuta ingår i släktet Safaria och familjen hoppflugor.
Artens utbredningsområde är Kongo. Inga underarter finns listade i Catalogue of Life.